# Edu Lobo
Edu Lobo (Río de Janeiro, 29 de agosto de 1943) es un compositor, arreglador, guitarrista y cantante brasileño, considerado como uno de los más importantes referentes de la segunda generación del Bossa Nova. 

## Carrera
Hijo del compositor Fernando Lobo, comenzó en la música tocando acordeón, pero luego se interesó en la guitarra pese a la molestia de su padre. Inició su carrera en los años 60 fuertemente influenciado por el Bossa Nova. Conoció a Vinícius de Moraes con quien compuso Só Me Fez Bem. Con el paso del tiempo adoptó una postura más política-social debido a la gran represión que se vivía durante la dictadura militar brasileña por parte de su generación. En esta época trabajaría con el cineasta Ruy Guerra.
Al tiempo que participaba de varios festivales de música popular, obtuvo su primer premio en 1965 con el tema Arrastão (junto a Vinicius de Moraes), y en 1967 con Ponteio (con Capinam). Edu se dedica también a componer bandas sonoras para espectáculos teatrales, entre ellas el histórico Arena Conta Zumbi, junto a Gianfrancesco Guarnieri. Después de una temporada en Estados Unidos, Edu vuelve a Brasil y retoma varios trabajos, entre ellos junto a Chico Buarque, con quien compone varias piezas en conjunto.
Pensado originalmente para o ballet teatro, Edu crea el O Grande Circo Místico, inspirado en un poema homónimo de Jorge de Lima. El espectáculo se estrenó en 1983, mezclando música, ballet, ópera, circo, teatro y poesía. Tamaño éxito originó una gira de dos años por el país, asistida por más de doscientas mil personas durante las más de doscientas presentaciones. Consagró una de las más completas obras presentadas en el país, e incluso presentándose en Lisboa, Portugal. Las conaciones fueron interpretadas por artistas de la talla de Milton Nascimento, Gal Costa, Simone, Gilberto Gil, Zizi Possi, entre otros. Luego se editó el disco.
Al terminar la dictadura en su país, Edu participa en la versión brasileña del tema We are the world, hit americano que juntó fondos para la superación de la pobreza en África.
El disco Meia-noite recibió el premio Sharp al mejor disco de música popular brasileña en el año 1995. Asimismo el disco Cambaio, grabado con Chico Buarque, recibió el Grammy Latino al mejor álbum de MPB en 2002.
Durante su carrera Edu ha trabajado con los grandes de la música brasileña como Tom Jobim, Chico Buarque, Hermeto Pascoal, João Gilberto, Maria Bethânia, Milton Nascimento, Gal Costa, Simone, Gilberto Gil, Zizi Possi, entre muchos otros.

## Discografía
1. Eduardo Lobo - Compacto Duplo - 1962 Gravadora: Copacabana
2. A música de Edu Lobo Por Edu Lobo - 1964 - Arranjos: Edu Lobo / Luis Eça Gravadora: Elenco
3. Edu canta Zumbi - 1965 - Arranjos: Guerra Peixe
4. Edu e Bethânia - Edu Lobo / Maria Bethânia - 1966 Gravadora: Elenco
5. Reencontro - Sylvia Telles / Edu Lobo / Trio Tamba / Quinteto Villa-Lobos - 1966
6. Edu - Edu Lobo - 1967 Gravadora: Philips
7. From the hot afternoon - Paul Desmond - 1969 - Arranjos: Don Sebesky
8. Sérgio Mendes presents Lobo - Edu Lobo - 1970 - Arranjos: Edu Lobo / Sérgio Mendes
9. Cantiga de longe - Edu Lobo - 1970 - Arranjos: Hermeto Paschoal / Edu Lobo Gravadora: Elenco
10. Missa Breve - Edu Lobo / Milton Nascimento - 1972 - Arranjos: Edu Lobo Gravadora: EMI Odeon
11. Deus lhe pague - Vários / Several - 1976 - Arranjos: Lindolfo Gaya Gravadora: EMI ODEON
12. Limite das águas - Edu Lobo - 1976 - Arranjos: Edu Lobo / Maurício Maestro Gravadora: Continental
13. Camaleão - Edu Lobo - 1978 - Arranjos: Edu Lobo / Maurício Maestro / Dori Caymmi Gravadora: Philips}}
14. Tempo presente - Edu Lobo - 1980 - Arranjos: Edu Lobo / Dori Caymmi Gravadora: Polygram
15. Edu & Tom - Edu Lobo / Tom Jobim - 1981 - Arranjos: Edu Lobo / Tom Jobim Gravadora: Polygram
16. Jogos de Dança - 1981 - Arranjos: Edu Lobo
17. O Grande Circo Místico - Milton Nascimento / Jane Duboc / Gal Costa / Simone / Gilberto Gil / Tim Maia / Zizi Possi / Chico Buarque / Edu Lobo - 1983 - Arranjos: Chiquinho de Moraes / Edu Lobo Gravadora: Som Livre
18. Dança da Meia Lua - Edu Lobo - 1985 Gravadora: Sigla
19. O Corsário do Rei - Fagner / Edu Lobo / Chico Buarque / Blitz / Gal Costa / MPB4 / Nana Caymmi / Lucinha Lins / Tom Jobim / Zé Renato / Cláudio Nucci / Ivan Lins / Marco N - 1985 - Arranjos: Chico de Moraes / Eduardo Souto Neto - arranjos vocais: Maurício Maestro Gravadora: Som Livre
20. Rá-Tim-Bum - Boca Livre, Caetano Veloso, Joyce, Maíra, Quarteto Quatro por Quatro, Ze Renato, Edu Lobo, Jane Duboc, Rosa Maria - 1989 - Arranjos: Cristóvão Bastos / Chico de Moraes
21. Corrupião - Edu Lobo - 1993 - Arranjos: Edu Lobo Gravadora: Velas
22. Meia Noite - Edu Lobo, Dori Caymmi - 1995 - Arranjos: Cristóvão Bastos Gravadora: Velas
23. Songbook Edu Lobo - Vários / Various - 1995 Gravadora: Lumiar Discos
24. Álbum de Teatro - 1997 - Arranjos: Chico de Moraes, Cristovão Bastos, Eduardo Souto Neto, Nelson Ayres, Paulo Bellinati Gravadora: BMG
25. Cambaio - Edu Lobo / Chico Buarque / Gal Costa / Lenine / Zizi Possi - 2002
26. Tantas Marés - Edu Lobo - 2010 - Gravadora Biscoito Fino
27. Edu Lobo e The Metropole Orkest - 2013 - Gravadora Biscoito Fino